# 滇越铁路

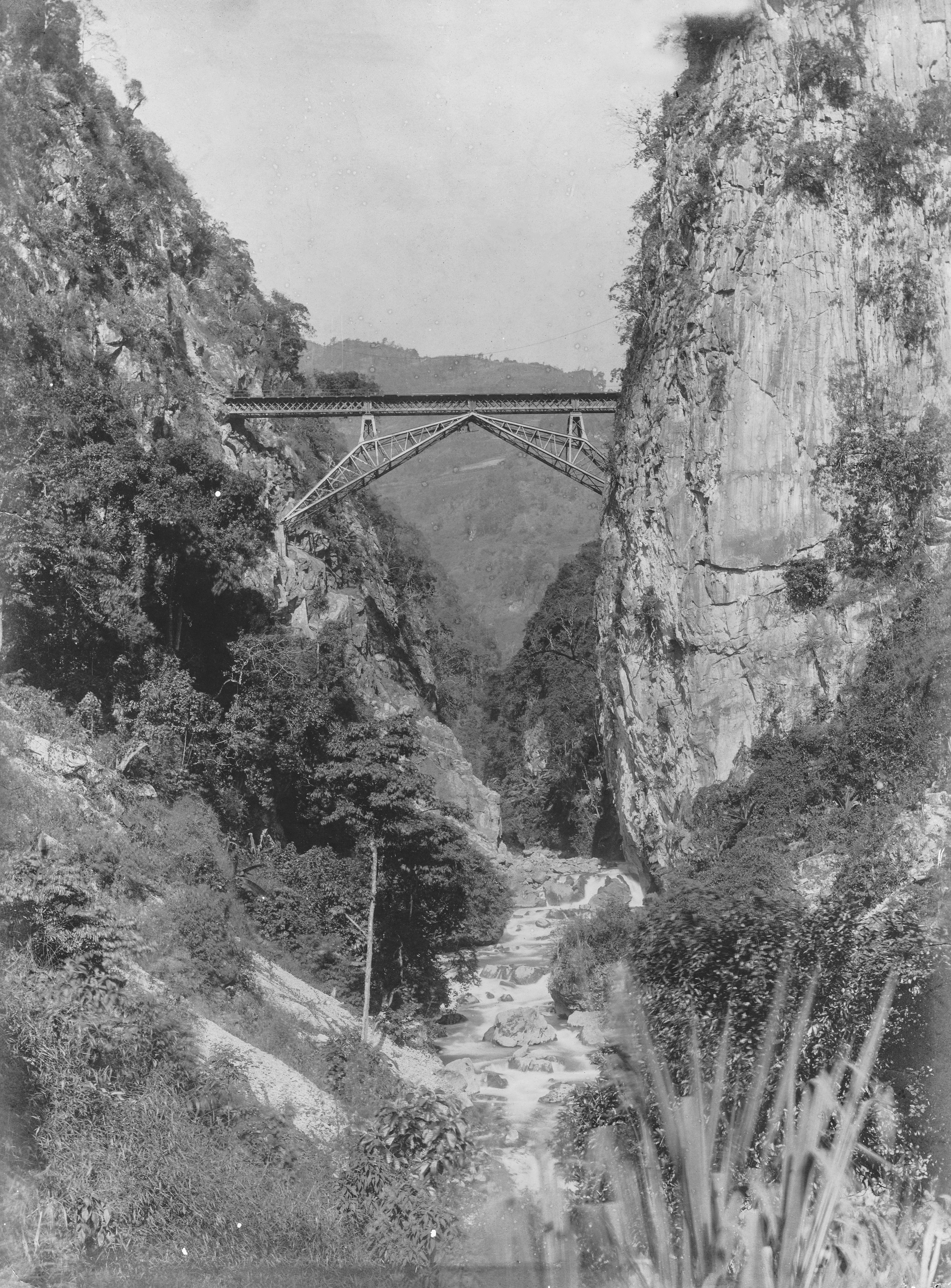
滇越铁路“人字桥”

滇越铁路，又称中越鐵路、印度支那-云南铁路（法語：Chemins de Fer de L'Indo-Chine et du Yunnan）、海防-云南铁路（越南语：／），從雲南省昆明通往越南海防的鐵路，由法國修築，轨距为1,000毫米的米轨。现已经以中越边境为界被拆分为昆河铁路以及河老铁路、河海铁路，分属各自的铁路系统。

## 修建

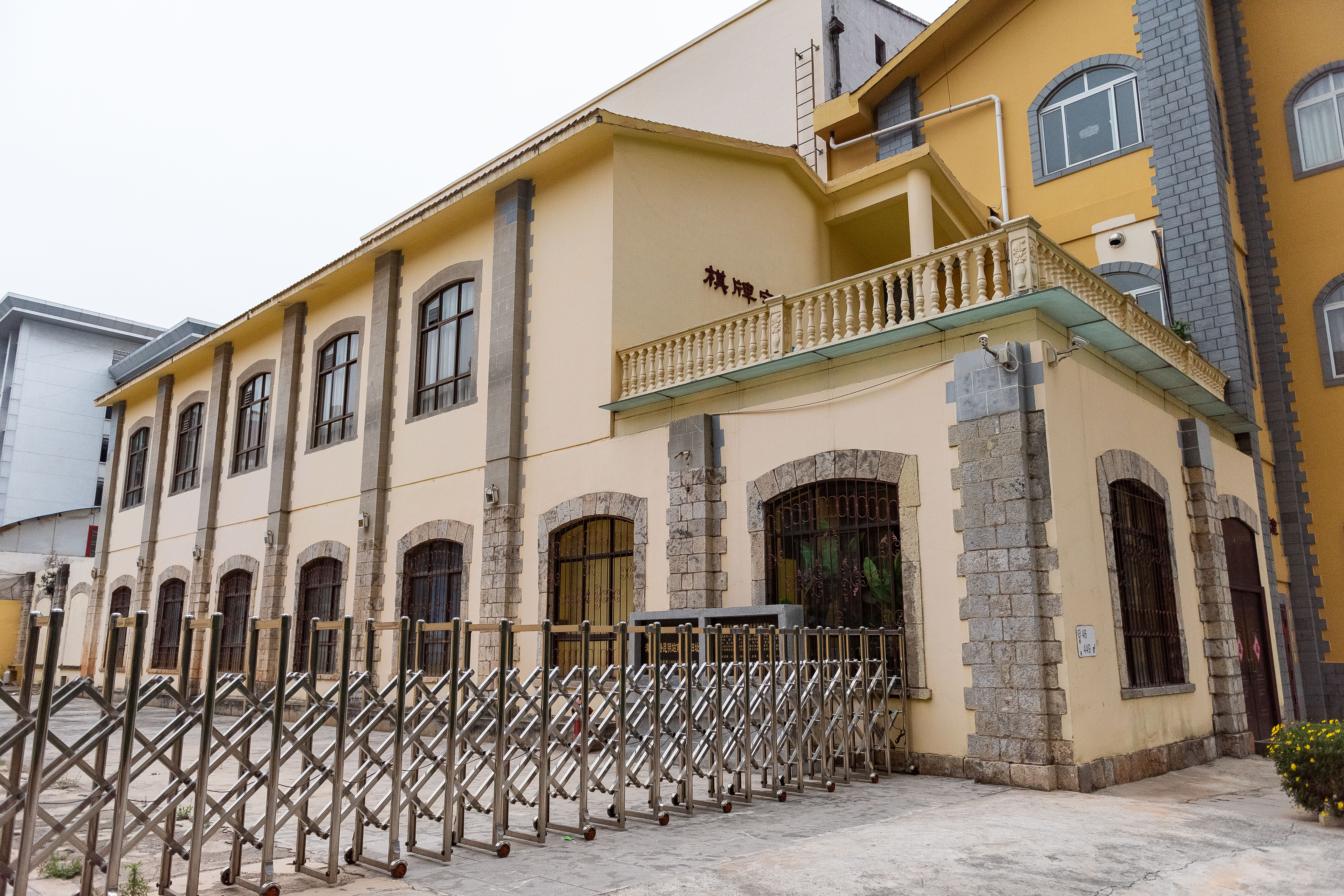
位于昆明市官渡区太和街道办事处双龙桥社区昆明铁路局工会俱乐部门口的滇越铁路昆明站南车房遗址

1910年法國滇越鐵路公司在通車後出版大十六開的報告《云南鐵路》，首章記載「在歐洲各國中，除了俄國以外，就只有法國在陸地上與中國毗鄰」，指的是滇越鐵路。

## 雲南對外客運
1913年，云南送去歐美的公費留學生，均取道滇越鐵路出國。1915年12月，蔡鍔將軍沿滇越鐵路北上與云南軍都督唐繼堯發動護國運動。抗日戰爭時滇越鐵路成為中國大後方與國外聯繫的陸上運輸線。抗戰時国立北京大学、国立清华大学、南开大学西遷昆明，共組國立西南聯合大學，大批學者、大學生沿滇越鐵路抵達昆明。滇越铁路开通后，云南当地有“火车不通国内通国外”的说法，云南省与中国铁路网不连通的局面直至1966年贵昆铁路建成后才被打破。

## 雲南對外貨運
1910年，中國首個水電站──石龍壩水電站在昆明開工，發電機就由滇越鐵路運進。龔自知：「貨物由昆明裝上火車，六七天就到香港，九天就到上海。運輸量不受限制，而且到的是國際國內的頭等口岸。」

## 後世拆分
- 昆河铁路
- 河老铁路
- 河海鐵路